# Abydos (Ägypten)
Abydos (von altägyptisch Abedju; arabisch أبيدوس, Abīdūs) ist eine archäologische Stätte in der Nähe von Sohag am westlichen Nilufer, 160 Kilometer nördlich von Luxor und etwa 15 Kilometer südwestlich der heutigen Stadt el-Balyana.
In antiker Zeit wurde der Ort dem 8. oberägyptischen Ta-wer-Gau zugerechnet und war eine der bedeutendsten Nekropolen des Landes. Im Mittleren Reich entwickelte sich Abydos zum Hauptkultort des Gottes Osiris und diente als Austragungsort für die jährlichen Osiris-Mysterien.
Der Name Abydos kommt vom Altgriechischen Ἄβυδος, den griechische Geographen von Abydos in Kleinasien wohl aufgrund des dem altägyptischen Namen ähnlichen Klangs übernommen haben. Beide Orte haben ansonsten nichts miteinander zu tun. Das altägyptische Abedju heißt vermutlich so viel wie „der Hügel des Reliquars“.

## Geschichte

### Vor- und Frühdynastische Zeit
| \| Abydos \|      |
| Abydos in Ägypten |
| Abydos            |

Die ältesten Siedlungsspuren aus Abydos stammen aus der späten vordynastischen Zeit und wurden im Bereich des späteren Tempels Sethos I. und der eigentlichen Stadt gefunden. Ob Abydos damals schon befestigt war, lässt sich nicht feststellen.
In antiker Zeit wurden auf Friedhöfen häufig Hunde und Schakale angetroffen und sie wurden als gottähnliche Wächter der Nekropole betrachtet. In Abydos war dies der hunde- oder schakalähnliche Gott Chontamenti („Erster der Westlichen = Verstorbenen“), der dort zunächst als lokale Gottheit verehrt wurde.
Bis zum Ende der 1. Dynastie wurden in Abydos gleichzeitig mit den Pharaonen auch Bedienstete und Anhänger zum Dienst der Herrscher im Jenseits bestattet, anfangs bis um die 300 Leichname, gegen Ende dieser Praxis zunehmend weniger. Offensichtlich wurden die Begleiter zu diesem Zweck getötet.
Die Tempel für den Totenkult der verstorbenen Könige befanden sich näher am Fruchtland und waren in der Frühzeit aus heute zerfallenem Flechtwerk gebaut. Erkennbar sind sie nur noch durch die sie umgebenden Gräberreihen für Hofangehörige.
Ab der 2. Dynastie begann man mit dem Ziegelbau, davon stehen noch zwei: die Shunet El-Zebib („Rosinenscheune“) und eine weitere, in der sich das koptische Kloster Amba Mousa befindet. Aus jener Zeit datieren die als Sonnenbarken von Abydos bekannt gewordenen Gräber.

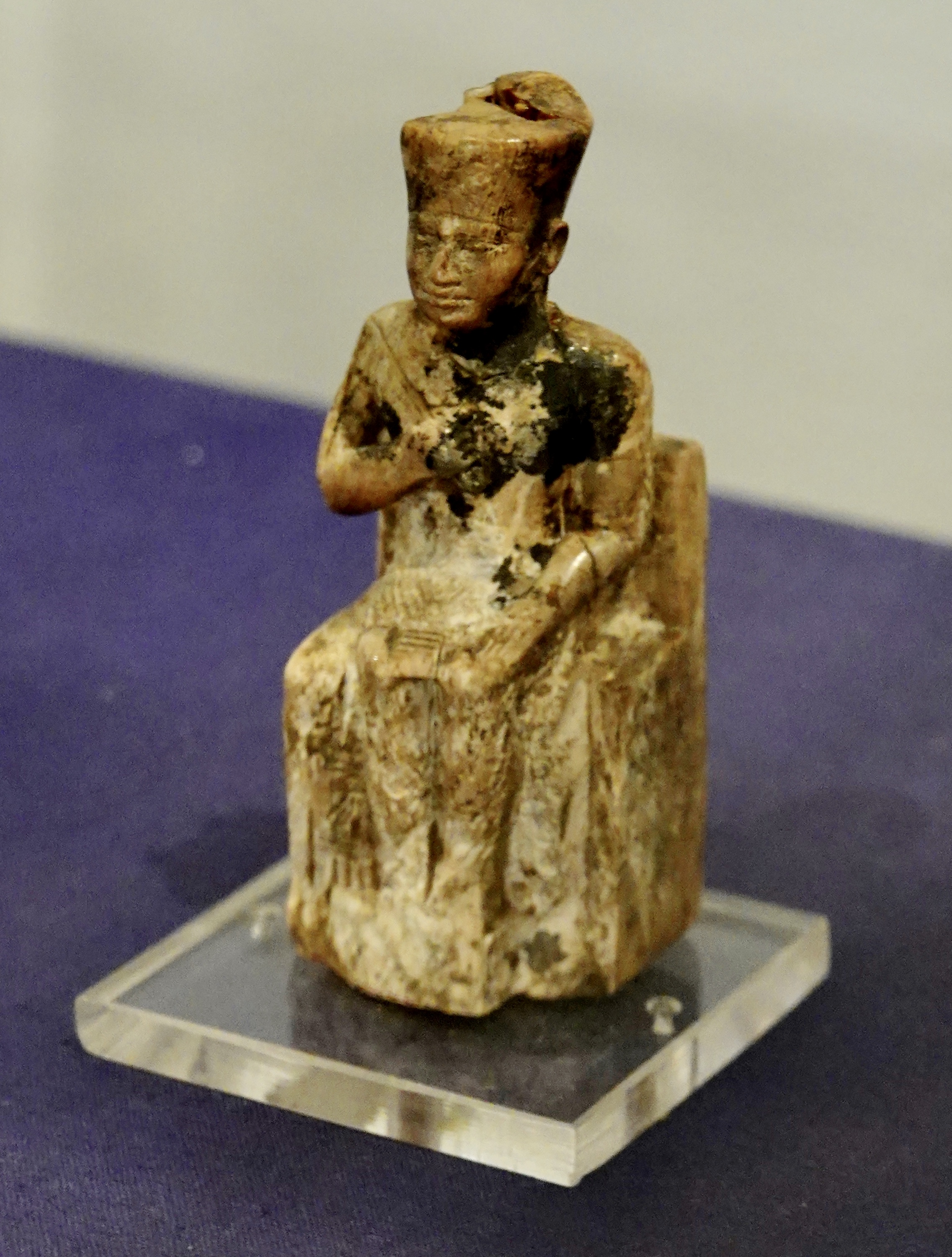
Statuette des Cheops (4. Dynastie); gefunden in Abydos

Spätestens seit König Djoser aus der 3. Dynastie wurde Abydos als königliche Nekropole aufgegeben und die Herrscher in Unterägypten bestattet (Sakkara, Giseh, Abusir, Dahschur), man scheint jedoch in Abydos ein Scheinbegräbnis durchgeführt zu haben. Doch noch in der 6. Dynastie ließen sich viele hohe Beamte in Abydos bestatten.

### Altes bis Mittleres Reich
König Pepi I. errichtete eine Grabkapelle in Abydos, die sich im Laufe der Jahre zu einem Osiristempel entwickelte und dessen Reste noch vorhanden sind. In der Ersten Zwischenzeit war Abydos Teil des thebanischen Herrschaftsgebietes, wurde aber heftig umkämpft. Der Vater des Königs Merikare soll die alten Königsgräber zerstört haben. In dieser Zeit kultureller Neuorientierung übernahm Abydos den Status von Memphis als königliche Residenznekropole. Diese tiefgreifende Änderung stellte einen Bezug auf alte Traditionen von Abydos als königliche Nekropole der Frühzeit dar.
Mit dem Wechsel nach Abydos als erneutem Totenzentrum und der Aufwertung zum „heiligen Kultort des Osiris“ erfolgte ein „theologischer Anachronismus“, der die am Ende des Alten Reiches entstandene Osiris-Verehrung in eine Zeit verlegt, in der die Gottheit Osiris noch nicht existierte. Die Riten eines Scheinbegräbnisses wurden so zum Mysterium des Osiris, der „in Abydos begraben wurde“, um dann in seiner Statue wieder aufzuerstehen. In dieser Zeit verband sich Osiris mit dem alten Nekropolengott Chontamenti.
Seit dem Mittleren Reich war es der Wunsch vieler Ägypter, entweder in Abydos begraben zu werden oder wenigstens mit einer Stele dort anwesend zu sein. Dies führte dazu, dass viele Beamte in Abydos eine Kapelle mit Stelen, Statuen und Opfertisch, oder auch nur eine Stele errichten ließen. Der Großteil der Stelen des Mittleren Reiches stammt aus Abydos. In Abydos wurden anscheinend auch Osiris-Mysterien aufgeführt. Sie werden auf verschiedenen Stelen genannt. Daneben gibt es aber auch umfangreiche Friedhöfe dieser Zeit bei Abydos.
Ab der 11. Dynastie wurde ein alter Tempel im Zentrum der Stadt wiederaufgebaut. Sesostris III. baute für sich ein riesiges Osiris-Grab im Südosten von Abydos. Der Taltempel befand sich am Wüstenrand, ein ca. 700 m langer Aufweg führte zum Grabbezirk, der eine T-förmige Ziegelplattform bildete von 156 m Breite und 160 m Länge. Im Nordteil führten zwei Schächte ins 24 m tiefe Grab. Der 180 m lange Grabkorridor war mit Granit- und Quarzitplatten verschlossen. Die eigentliche Sargkammer war versteckt angeordnet. Die aufwändige Anlage lässt einige Ägyptologen vermuten, dass Sesostris III. nicht in seiner Pyramide, sondern hier bestattet wurde.
Neben dem Taltempel befand sich auch die Stadt Wahsut, die von Sesostris III. gegründet, jedoch im Neuen Reich wieder aufgegeben wurde. Sie diente dem Tempelkult, hatte aber wohl auch überregionale Bedeutung.
König Chendjer (13. Dynastie) ließ eine lebensgroße Osiris-Statue in dem Grab des Djer errichten, das nun als Grab des Osiris betrachtet wurde.

### Neues Reich und Spätzeit
Nach der Reichseinigung baute Ahmose für sich, seine Großmutter Tetischeri und auch für Königin Ahmose-Nefertari südlich der von Sesostris III. errichteten Tempelanlage Scheingräber mit Pyramiden. Noch unter Amenophis III. wurde das Grab des Djer als Osirisgrab angesehen.
In der 19. Dynastie waren es vor allem Sethos I. und Ramses II., die in Abydos riesige Tempelanlagen errichteten (Totentempel des Sethos I., Tempel des Ramses II.). Die Hohepriester des Osiris, wie z. B. Wennefer waren in dieser Zeit leitende Persönlichkeiten im Land.
Abydos behielt in der Spätzeit seine Bedeutung. Aus der Dritten Zwischenzeit gibt es bedeutende Grabanlagen hoher Beamter und in der 25. Dynastie (ca. 660 v. Chr.) wurden hier einige Mitglieder des kuschitischen Königshauses begraben.

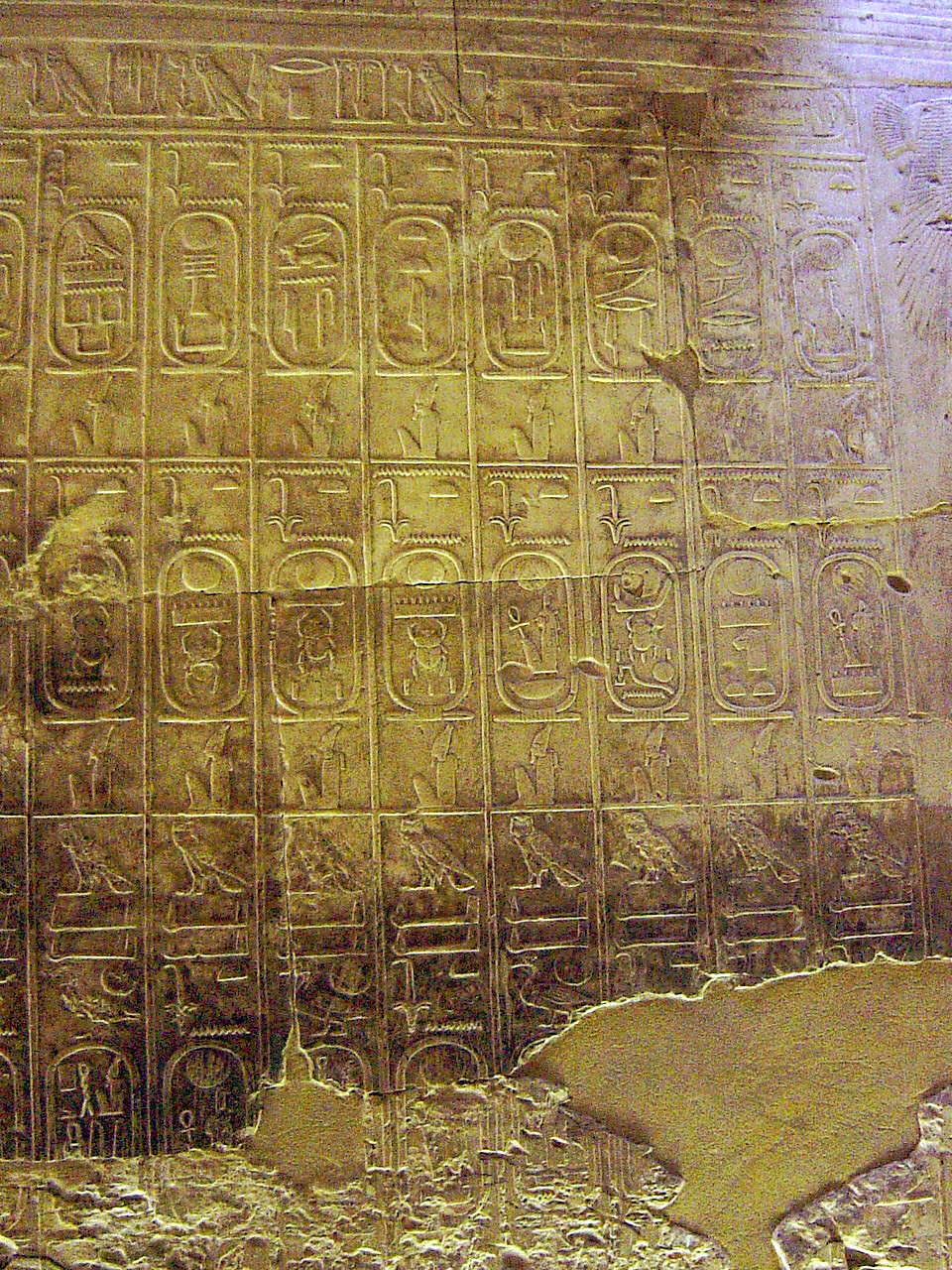
Königsliste von Abydos
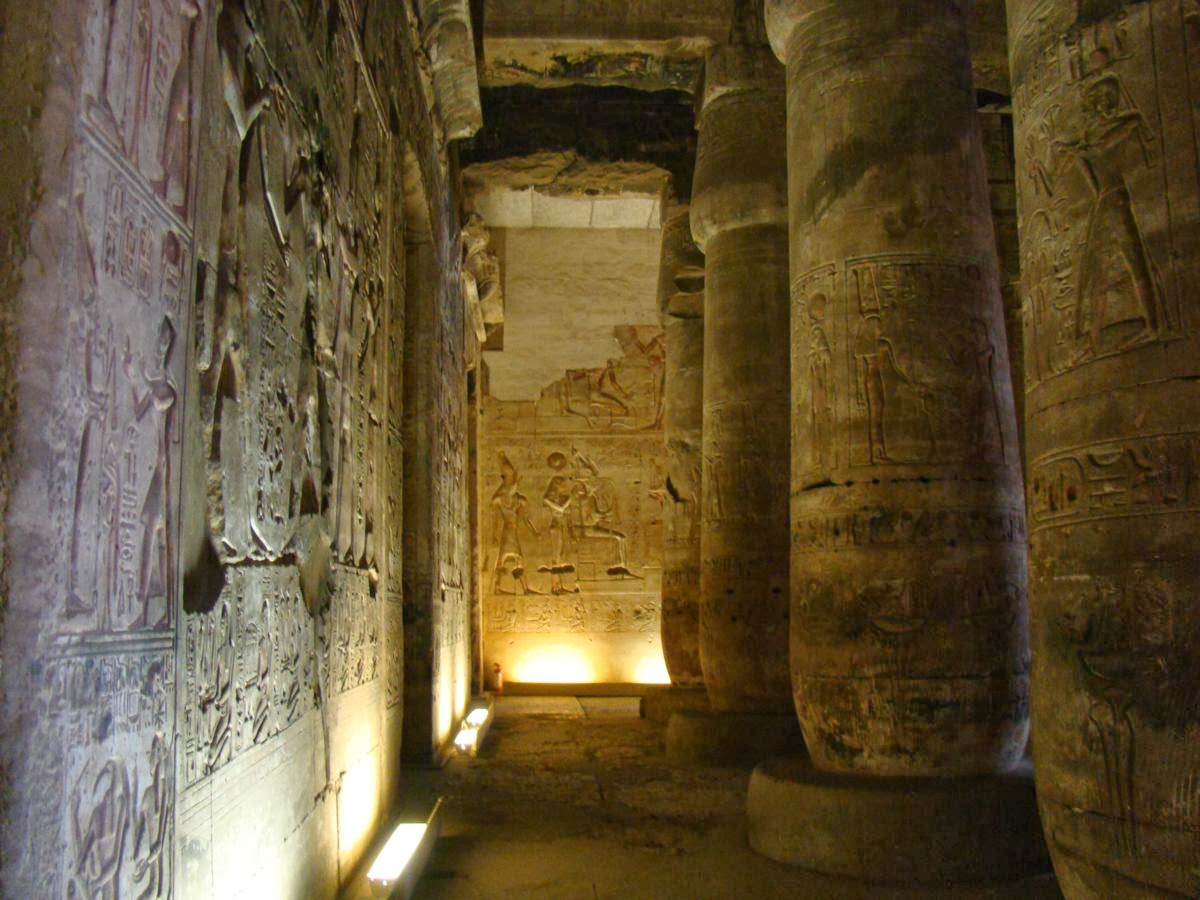
Innenansicht des Tempels von Sethos I
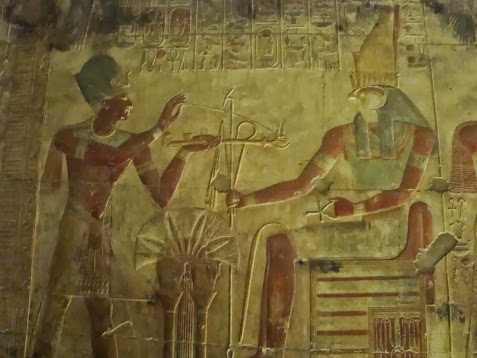
Fresko in Abydos Temple

### Römische und Arabische Zeit
In der Spätantike war in Abydos eine Garnison stationiert. Über die Ausdehnung der Stadt ist nur wenig bekannt, römische und koptische Häuserreste in und um den großen Tempel des Sethos I. stellen die einzigen Hinweise dar. Im Bereich des Klosters Amba Mousa befindet sich seit dem Mittelalter ein Dorf namens Deir Sitt Damyana. Weitere Reste koptischer Besiedlung bilden eine über einem Tempel des Neuen Reiches errichtete Kirche und kleinere Wohngebäude in antiken Gräbern.

## Archäologische Stätten

### Abydos-Nord

#### Kom el-Sultan
Ein Kilometer nördlich von Umm el-Qaab liegt der Ruinenhügel Kom el-Sultan. Dort befinden sich verschiedene Grabstätten, eine Handwerkersiedlung und der Tempel des Osiris-Chontamenti. Die Entstehung der Anlage geht bis in die prädynastische Zeit zurück.

#### Umm el-Qaab

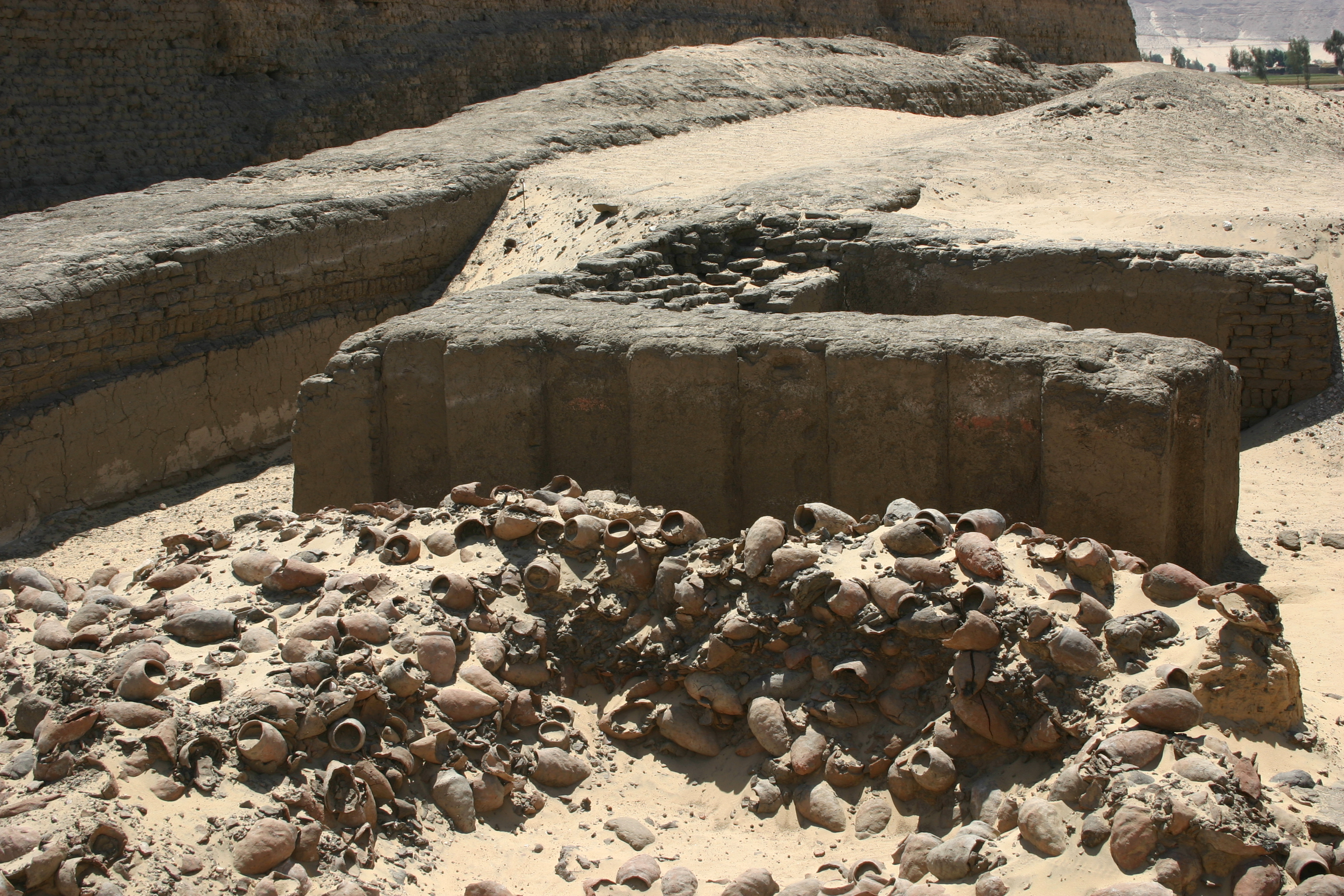
Grab des Peribsen (2. Dynastie) in Umm el-Qaab

Auf dem frühen Friedhof Umm el-Qaab, etwa 3 Kilometer vom Wüstenrand und 2 Kilometer von der Stadt entfernt, hat man die Gräber der meisten Herrscher der frühdynastischen Periode Ägyptens lokalisieren können, die sich auf dem sogenannten B-Friedhof befinden. Auf dem daneben liegenden U-Friedhof entdeckte man weitere Gräber, die den Königen der vordynastischen Zeit zugeordnet werden konnten. Die bedeutendsten Archäologen, die an diesem Königsfriedhof gearbeitet haben, waren Émile Amélineau, Flinders Petrie, Édouard Naville, Eric Peet und seit 1997 das DAI in Kairo unter Werner Kaiser und Günter Dreyer. Im Jahre 2000 wurden hier die ältesten Schiffsfunde aus der Zeit um 3000 v. Chr. gemacht. 14 ca. 20 – 30 m lange Schiffsrümpfe waren im Sand vergraben und werden von einem Team des University of Pennsylvania Museum, der Yale University und des Institute of Fine Arts der New York University geborgen und konserviert. Die Schiffe werden der 2. Dynastie zugerechnet.

### Mittleres Abydos

#### Totentempel des Sethos I.

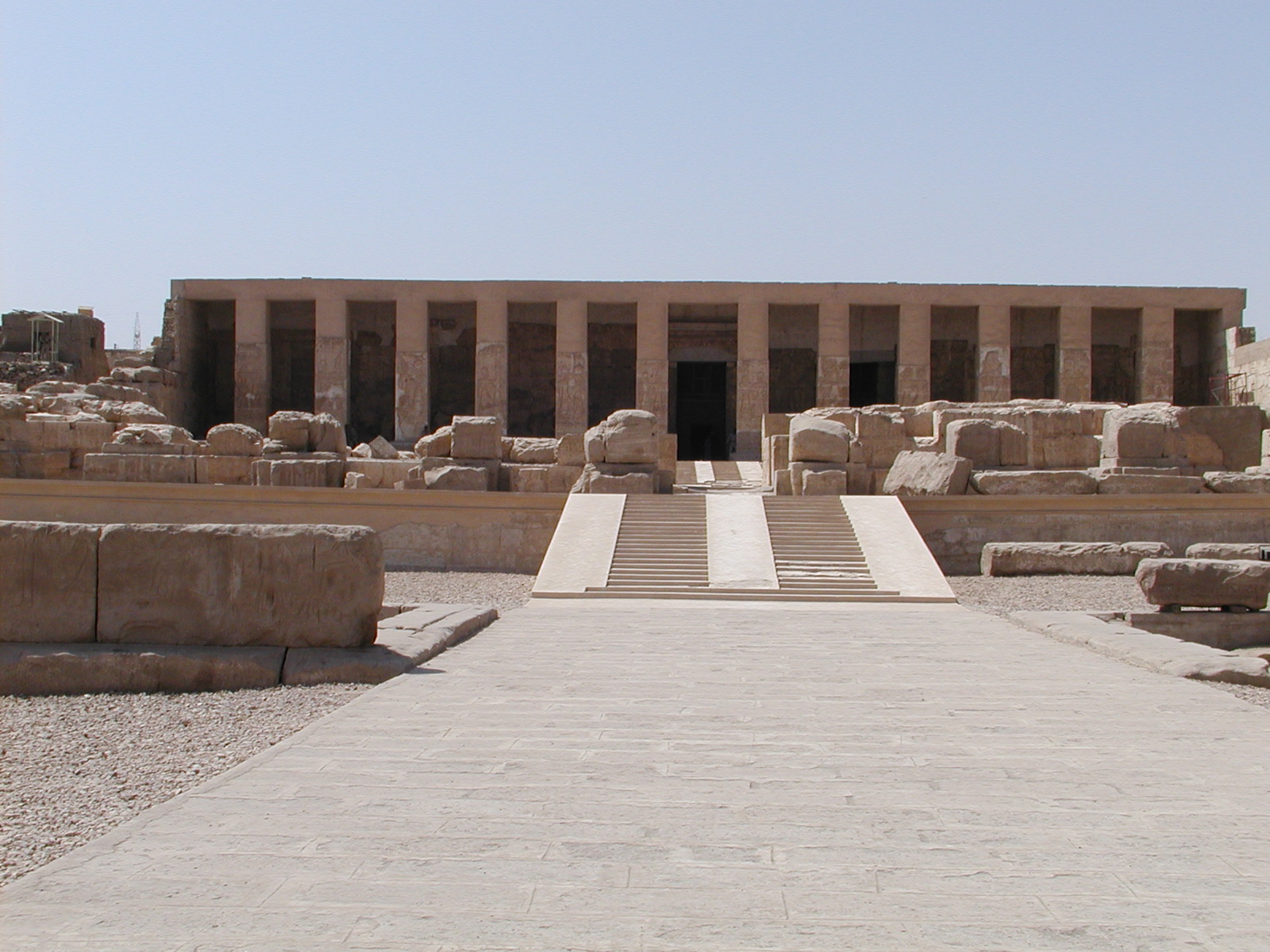
Totentempel des Sethos I.

Einen Kilometer südlich von Kom el-Sultan steht der Totentempel von Sethos I., der das größte noch gut erhaltene Bauwerk des Neuen Reiches in Abydos ist. Der Kalksteintempel mit L-förmigen Grundriss trug den Namen „Das Haus der Millionen Jahre von König Menmaatre, der in Abydos zufrieden ist“. Zwei weite Höfe führen zum Tempelhaus mit seiner Pfeilerfassade, der sich zwei weitere Säulensäle anschließen. Auf diese folgt, leicht erhöht, eine Reihe von sieben Sanktuaren, die den Ortsgottheiten (Osiris, Isis und Horus), den Reichsgottheiten (Amun-Re, Re-Harachte und Ptah) sowie dem vergöttlichten König Sethos geweiht sind. Dem Osiris-Heiligtum schließen sich Räumlichkeiten an, in denen Mysterienfeiern abgehalten wurden. Ein südlicher Anbau des Tempels enthält die bedeutende Königsliste von Abydos mit den Vorgängern von Sethos I. Obwohl im Sethos-Tempel die wichtigsten ägyptischen Gottheiten verehrt wurden, stand die Verbindung des Königs mit Osiris und seinen vergöttlichten Vorfahren im Vordergrund, ganz in der Tradition der königlichen Totentempel des Neuen Reiches. Der eigentliche Tempel befindet sich in einer großen Ziegelanlage (220 × 350 Meter), die zwei offene Vorhöfe sowie reihenförmig angeordnete Lehmziegelmagazine auf der Südseite enthält. Ein rückwärtiges Tor innerhalb eines Ziegelpylons ist auf den archaischen königlichen Friedhof in Umm el-Qaab ausgerichtet. Wie der Tempelkomplex in Kom el-Sultan war auch der Sethos-Tempel sowohl konzeptionell als auch durch rituelle Prozessionen mit der vermeintlichen Grabstätte des Osiris verbunden.

#### Osireion

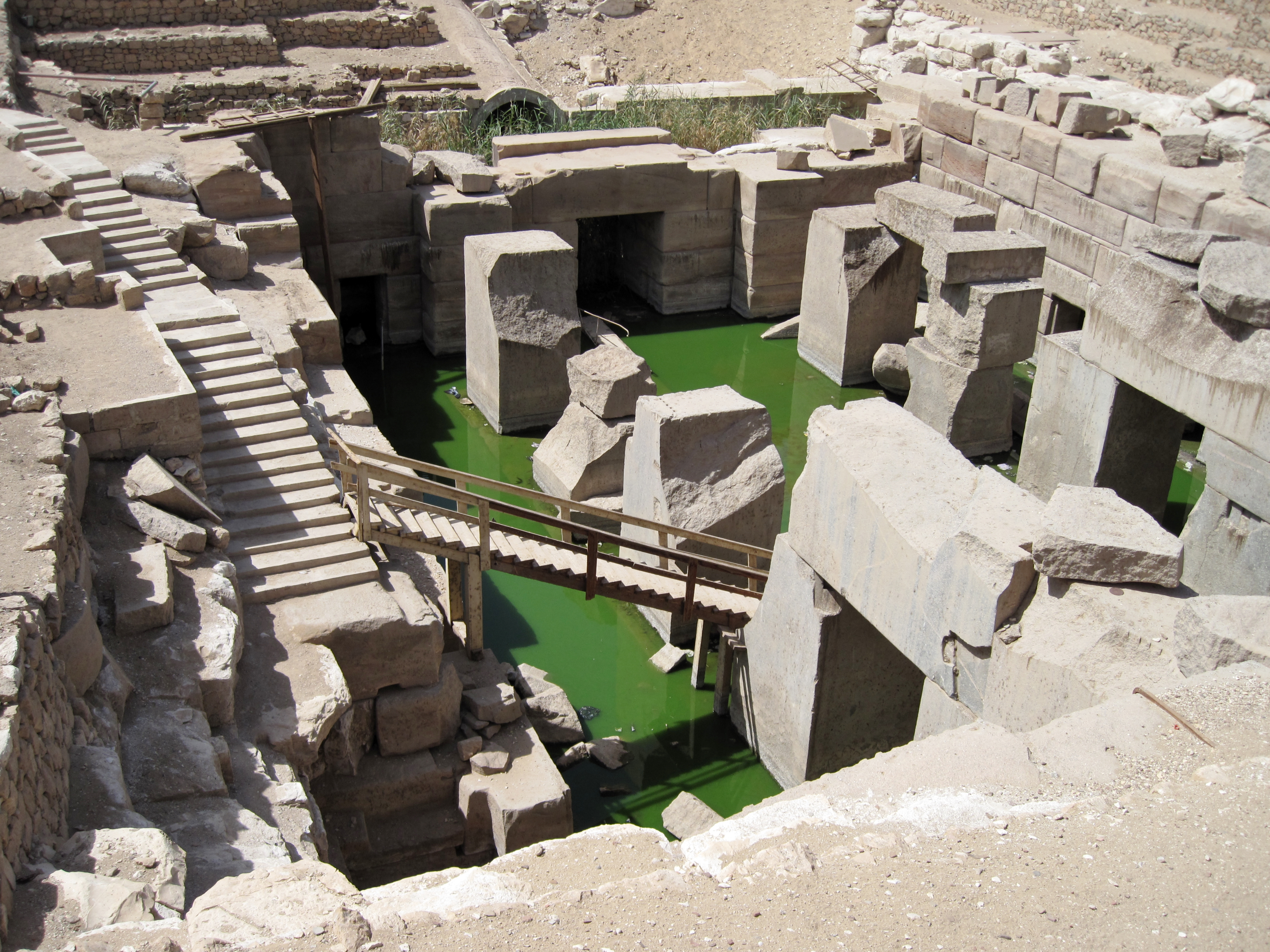
Osireion

Hinter dem Tempel befindet sich eine unterirdische Struktur, das sogenannte Osireion, welches als symbolisches Grab oder Kenotaph des Osiris fungierte. Die Struktur wurde hauptsächlich in den Jahren 1902–1903 von Margaret Murray in Zusammenarbeit mit Petrie ausgegraben. Die zentrale Hauptkammer enthält eine zentrale Plattform und zehn monolithische Pfeiler aus rotem Granit. Die Architektur ist absichtlich archaisierend und ahmt die monolithische Architektur der 4. Dynastie nach. Die zentrale Plattform ist von Wasserkanälen umgeben und soll den Urhügel der Schöpfung darstellen, der von den Wassern des Nun umgeben ist. An die Hauptkammer schließen sich weitere Kammern und Durchgänge an, die Szenen und Texte aus dem Pfortenbuch und dem Totenbuch enthalten, welche typische Elemente ramessidischer Königsgräber sind. An den Sethos-Tempel grenzte eine kleinere Kapelle, die Sethos Vater Ramses I. gewidmet war und die sich heute im Metropolitan Museum in New York befindet. Weiter nördlich stehen die gut erhaltenen Überreste eines Tempels, der von Ramses II. erbaut wurde. Überreste anderer königlicher Gebäude der Ramessiden liegen entlang des Wüstenrandes zwischen dem Sethos-Tempel und Kom el-Sultan.
Das Gebiet südlich vom Sethos-Tempel ist das am wenigsten erforschte Gebiet von Abydos, da die moderne Stadt Arabah el-Madfunah den größten Teil dieser Fläche bedeckt. Aller Wahrscheinlichkeit nach befand sich an diesem Ort ab dem Neuen Reich die größte Konzentration von Siedlungen.

### Abydos-Süd
Abydos-Süd umfasst ein Gebiet mit einer Fläche von etwa zwei Quadratkilometern in einem ein Kilometer breiten Wüstenstreifen zwischen dem Fruchtland und dem Wüstengebirge. In prädynastischer Zeit wurde das Gebiet für Siedlungen und Friedhöfe genutzt. Die größte Entwicklung fand im Mittleren Reich statt, als hier die erste von mehreren königlichen Kultanlagen für Sesostris III. errichtet wurde.

#### Tempel und Grab von Sesostris III.
Die Anlage von Sesostris III. besteht aus einem großen unterirdischen Grab und einem Totentempel. Er wurde zunächst von David Randall-MacIver und Arthur Weigall vom Egypt Exploration Fund zwischen 1899 und 1902 untersucht und dann in den 1990er Jahren durch die University of Pennsylvania unter der Leitung von Josef W. Wegner ausgegraben. Eine große Plansiedlung südlich des Totentempels ähnelt in Größe und Aufbau der Stadt Illahun, die sich an den Pyramidenkomplex von Sesostris II. anschließt. Arbeiten von 1997 identifizierten den Namen dieser Tempelstadtgründung als „Dauerhaft sind die Stätten von Chaikaure des Gerechtfertigten in Abydos“.

#### Denkmäler von Ahmose und Tetischeri

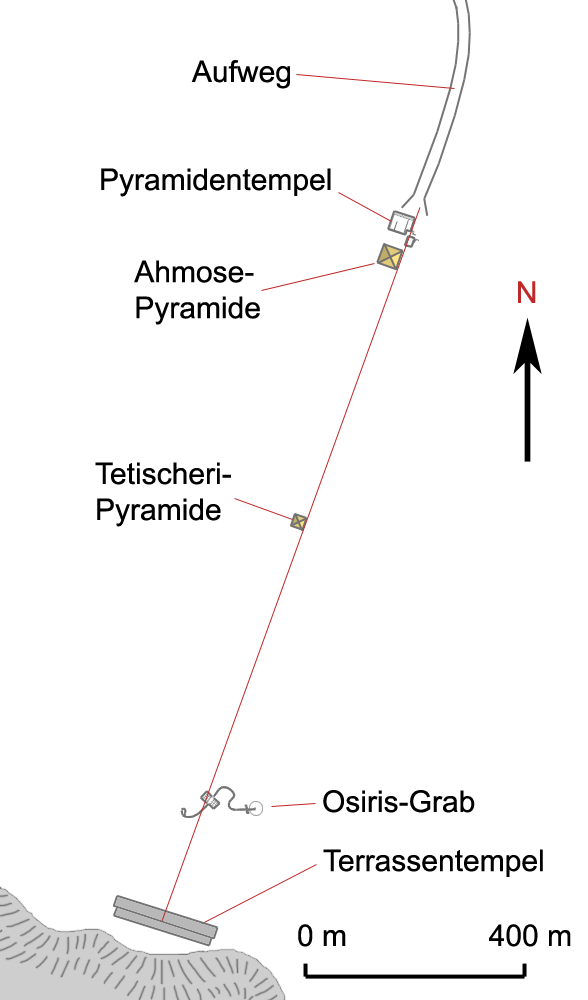
Lage der Denkmäler im Tempelkomplex des Ahmose

Einen halben Kilometer südlich der Sesostris-III.-Anlage stehen die Überreste mehrerer Monumente, die von König Ahmose aus der 18. Dynastie errichtet wurden. Eine Pyramide und ein Tempel, die an der Fruchtlandgrenze liegen, sind mit einem unterirdischen Grab in der Wüste verbunden. Dies war die letzte königliche Pyramide, die in Ägypten errichtet wurde. 1993 untersuchte Stephen P. Harvey den Pyramidentempel und legte Reste eines kleinen Tempels frei, der mit dem Titel der Königin Ahmose-Nefertari versehen und möglicherweise ihrem Kult gewidmet war. Zwischen der Ahmose-Pyramide und dem unterirdischen Grab befindet sich eine kleine Kapelle, die Ahmoses Großmutter, Königin Tetischeri, gewidmet ist. Eine gut erhaltene Stele, die sich heute im Kairoer Museum befindet, wurde in der Tetischeri-Kapelle entdeckt. Zum Ahmose-Komplex gehört auch ein Terrassentempel am unteren Hügel, der unvollständig ist und eine unbekannte Funktion besitzt.